# Inside (jeu vidéo)
Pour les articles homonymes, voir Inside.
Inside est un jeu vidéo indépendant d’aventure, de plates-formes et de réflexion développé et édité par Playdead sur Xbox One, PlayStation 4 et Microsoft Windows, sorti en 2016. Une version sort sur Switch en 2018 et MacOS en juin 2020.
Le joueur incarne un enfant fuyant une société autoritaire. Dans une mise en scène sombre et sinistre, le jeu offre un panel de phases de plates-formes et d'énigmes, le tout en défilement horizontal.
Présenté pour la première fois à la conférence Microsoft de l'E3 2014 et d'abord prévu pour 2015, il sort finalement sur Xbox One le 29 juin 2016, sur Microsoft Windows le 7 juillet, et sur PlayStation 4 le 23 août. Il est acclamé par la critique, qui l'encense en lui décernant de multiples récompenses, et le qualifie de digne successeur de Limbo.

## Trame

### Synopsis
Dans Inside, le joueur incarne un enfant sans visage fuyant une société dystopique autoritaire qui effectue des expériences douteuses sur des corps humains. Le jeu évoque le scénario grâce à sa mise en scène, il ne dispose pas de narration directe explicite,,.

### Interprétation
Inside se positionne en critique d'une société atrophiée où l'esprit critique est contrôlé et soumis au pouvoir,,. À ce titre, l'utilisation de corps contrôlés par la pensée (par l'enfant ou par les autres personnages humains aperçus en jeu) en est très représentative. L'une des théories les plus couramment avancées suppose que le personnage est depuis le début attiré et contrôlé par la créature présente dans le laboratoire final, afin d'être assimilé pour l'aider à s'échapper.
La fin alternative du jeu (accessible lorsque les quatorze orbes cachées ont été déconnectées) conduit aussi l'enfant dans un bunker secret. En retirant la prise qui alimente des ordinateurs et des casques de contrôle, la lumière s'éteint, l'enfant prend la posture des corps contrôlés et le jeu s'arrête. Cette séquence peut laisser à penser que le personnage est contrôlé par une force extérieure (le joueur). Sa seule chance de se libérer ne serait donc pas de finir le jeu, mais de se déconnecter, une idée similaire au fait de quitter la matrice dans le film Matrix. Cette interprétation métafictive est celle qui est généralement reprise par la communauté des joueurs.
Pour Thomas Pillon, journaliste pour Gameblog, le jeu pourrait également représenter une vaste métaphore de la naissance d'une vie, de sa conception in utero à son accouchement. Il appuie son propos sur divers passages du jeu, à commencer par la fin, dans laquelle le protagoniste se mêle à un amas de chair humaine en suspension dans un aquarium, scène assimilable à la fin de course d'un spermatozoïde. Les dernières minutes de jeu correspondraient à l'accouchement en lui-même, avec différentes scènes symbolisant chacune des étapes, de la perte des eaux à la maternité.

## Système de jeu
Inside est un jeu d'aventure en 2,5D composé de phases de plates-formes et d'énigmes. Le gameplay est relativement linéaire et les interactions sont assez limitées : avancer, sauter, nager, tirer des objets ou des leviers, grimper à des cordes ou appuyer sur des boutons. Ces actions permettent en revanche une variété de mécaniques de jeu garantissant un bon rythme de progression. Chacune des énigmes utilisant ces mécaniques de bases est enrichie d'un nouvel élément permettant de renouveler l'intérêt. Les énigmes font intervenir à la fois le sens du timing et la capacité du joueur à associer plusieurs actions pour aller au-delà des obstacles.

## Développement
En juillet 2010 sort Limbo, le premier jeu développé par le studio Playdead au très bon succès critique et commercial (plus d'un million d'unités vendus). Quelques mois plus tard démarre le développement de leur deuxième jeu dont le nom de projet est « Project 2 »,,,. En tant que successeur spirituel de Limbo,,, Inside se base sur les atouts de son prédécesseur. Selon Playdead, les deux jeux sont proches mais Inside contient plus de folie, d'étrangeté et joue plus sur la 3D.
Alors qu'il a utilisé son propre moteur pour Limbo, Playdead utilise cette fois Unity afin de réduire la charge de travail,. Les développeurs mettent en place un filtre d'anti-aliasing temporel pour le moteur Unity, nommé « reprojection temporelle », afin de créer une patte graphique propre à Inside. En mars 2016, le studio Playdead publie le filtre sous licence open source (licence MIT).
Le jeu est en partie financé par le Det Danske Filminstitut,,.

## Accueil
D'abord prévu pour début 2015, le jeu est retardé et sort finalement le 29 juin 2016 sur Xbox One, le 7 juillet sur Microsoft Windows et le 23 août sur PlayStation 4.

### Critique
Inside est extrêmement bien accueilli par la critique. Jeuxvideo.com considère en effet que le jeu « transcende le concept établi par son prédécesseur » et le qualifie de « petit bijou de noirceur » à la prise en main excellente. Pour le journaliste qui a testé le jeu, le rythme y est parfaitement maîtrisé. Gameblog parle de « mise en scène qui frôle le génie ».
La fin du jeu, inattendue, est généralement particulièrement appréciée. Matthieu Hurel (« boulapoire ») de Gamekult  ou Jérémy Satin (« mrderiv ») de Jeuxvideo.com l'estiment grandiose, ce dernier avançant même qu'« elle restera probablement dans les an[n]ales du jeu vidéo »,. Ce n'est en revanche pas le cas d'Alex Newhouse de GameSpot qui la juge trop abrupte. Julien Hubert de Gameblog considère lui que le rythme du jeu est parfaitement maîtrisé et que le final, « dantesque », arrive tout juste au bon moment, « laissant l'impression d'avoir vécu un moment fantastique de jeu vidéo ».

### Récompenses
Inside reçoit le prix du « meilleur jeu indépendant » aux Game Critics Awards 2016 et ceux de la « meilleure direction artistique » et du « meilleur jeu indépendant » à l'édition 2016 de The Game Awards,.
Fin 2016, le site Jeuxvideo.com le nomme pour les titres de « meilleur jeu indépendant », « meilleure direction artistique », « meilleure expérience solo », « prix de l'originalité », « révélation de l'année » ainsi que celui de « développeur de l'année » pour son développeur Playdead. Il remporte celui du « meilleur jeu indépendant ».